# La Manivelle

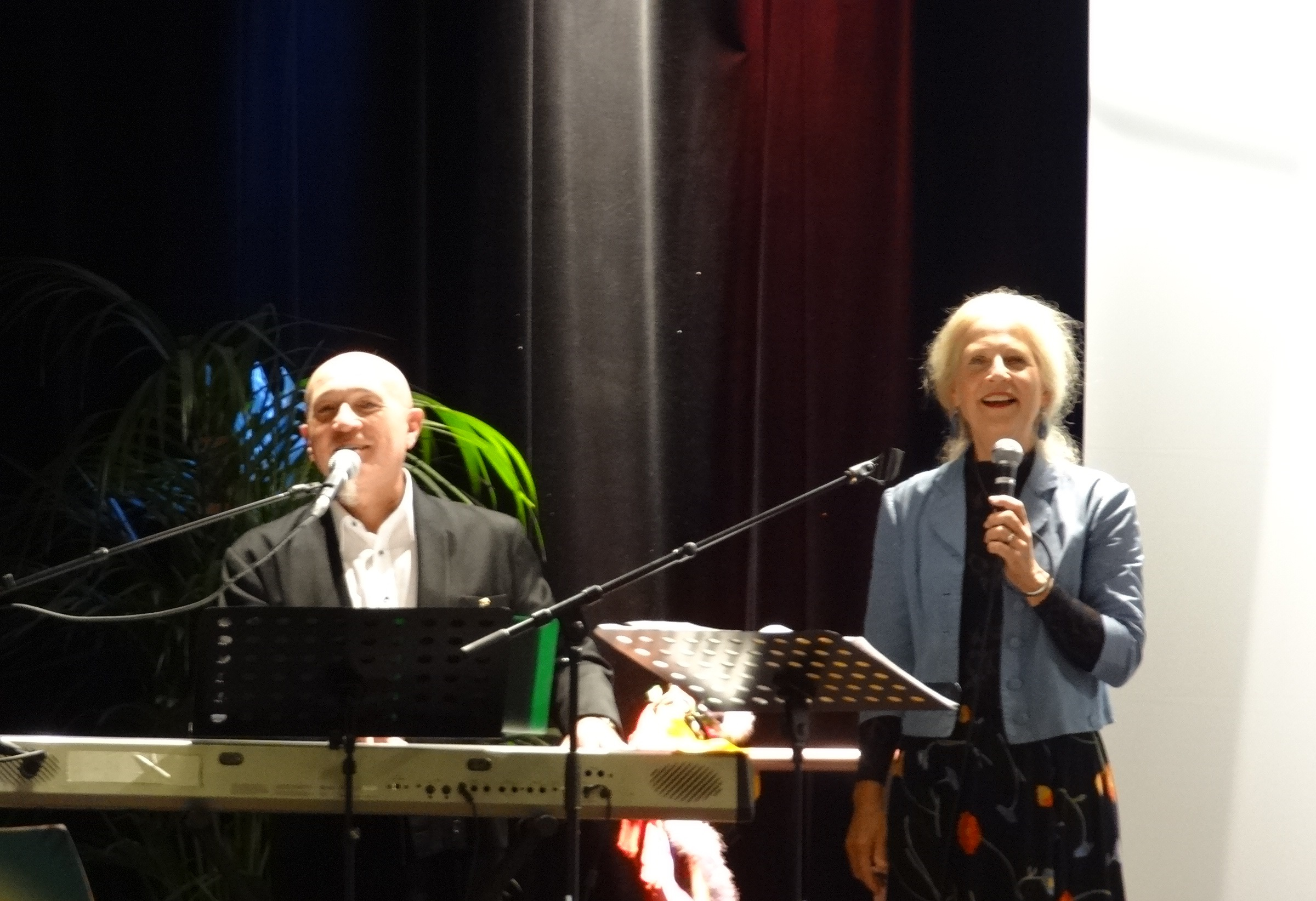
Liselotte HAMM et Jean-Marie HUMMEL, en représentation à la cérémonie de remise des Bretzels d'Or 2014, à Sierentz, en Alsace (France).

La Manivelle est un duo musical alsacien, fondé par Liselotte Hamm, Jean-Marie Hummel et Jeff Benignus (de 1978 à 1983).
Depuis La Manivelle est le nom de l'association qui soutient les projets et réalisations de Liselotte, Jean-Marie et leurs partenaires.  Ces deux infatigables troubadours de la musique et de la poésie alsacienne n'ont cessé de se produire sur les planches des salles de concert, des cabarets d'Alsace,des bibliothèques... d'Allemagne, de Suisse, d'Autriche, Lituanie, Serbie, Tchéquie, Pologne, États-Unis, jusqu'à Mayotte...et aussi sur les grandes scènes de festivals (accompagnés par les 40 musiciens des Rhinwagges au festival Summerlied 2002), les musiciens de Barabli Hit dans un hommage festif à Germain Muller et Mario Hirlé mais aussi sur tous les continents où vit une communauté d'Alsaciens à l'étranger. 
Leur répertoire en alsacien en allemand et en français (quelques chansons aussi en italien, yiddish, espagnol, anglais, etc.) est caractérisé soit par un humour  cinglant et toujours pertinent, soit par une recherche poétique personnelle, des lectures en musique (présentées lors des Conversations à Strasbourg ou à la Bibliothèque Nationale Universitaire de Strasbourg)  basées sur des auteurs et des poètes connus ou moins connus (Boris Vian, Henri Michaux, Louis Aragon, Victor Hugo,Mac Orlan des écrivains d'Alsace et d'Allemagne: les frères Matthis en cabaret, André Weckmann, Maxime Alexandre, Bert Brecht, Tucholsky, Yvan Goll, Jean-Paul de Dadelsen, Claude Vigée, René Schickelé, Kafka, JMG Le Clézio, et enfin aussi Raymond QueneauJacques Prévert, etc.)
Sensibles et engagés dans diverses grandes causes comme la qualité de l'environnement tout comme la qualité artistique, leurs chansons à textes reflètent leurs idéaux, dissimulés derrière des textes parfois justement corrosifs et toujours chargés de cette verve littéraire et de ces images poétiques (souvent intraduisibles) propres à la langue alsacienne ou tout simplement à la langue poétique.
Leur premier LP s'appelle Adieu père je veux être musicien.